# 天候デリバティブ
天候デリバティブ（てんこうデリバティブ、英: weather derivative）や気象デリバティブとは、気象現象に対する金融派生商品（先物やオプション）。天候オプション取引では、オプション料の対価として、買い手から売り手に気象現象によって発生するリスクを引き渡す。損害保険とは異なり、発生した損害ではなく、気象現象を直接の対象とする。

## 歴史
天候デリバティブは1997年にアメリカ、エンロン社で開発され、1999年にシカゴ・マーカンタイル取引所（CME）において上場された。シカゴ・マーカンタイル取引所では全世界の天候が扱われていて、日本は東京の天候が扱われている。日本では1999年に三井海上火災保険などで店頭デリバティブ取引として取扱いが開始された。

## 天候オプション取引
天候オプション取引は、気象現象である気温、湿度、降雨量、降雪量、霜、風速、台風などを基準として条件（ストライク値）を定め、条件を上回れば（または下回れば）自動的に保証額が支払われる権利（オプション）を取引するものである。購入者はオプション料（一般的な損害保険の掛金とは異なる）を支払いオプションを購入し、気象の結果によって保証金が支払われる。主に、収益が天候に左右される事業のリスク・ヘッジに用いられる。
例としては、気温が低いと需要が減る（または気温が高いと需要が増える）ような産業と、逆に需要が増える（または気温が高いと需要が減る）ような産業の異なるリスクを、ストライク値によって互いに補填し合う約束（契約）をする。それにより、自分の事業が天候によって受けた場合の損失を補うことが出来る。損害保険とは異なるため、実際の損害発生の有無は問われない。
オプション購入者（加入者）同士が直接取引する場合もあるが、対象を拡大し、需要が増えそうな企業の株式に投資したり、範囲を世界規模にするなど、狭い地域内におけるリスクの分散と回避が出来るよう手法が組み合わされた商品となっている場合もある。個別の事業者の事情に適合できるような商品開発も行われている。
2007年の日本国内の市場規模（支払額ベース）は約700億円となっている。保証金額は数千万円規模のものが多く、現在は中小企業を対象とした小口契約のものも増加しており、最低オプション料が30万円程度のものもある。損害保険会社や銀行が取り扱うものが一般的だが、電力会社とガス会社は直接に契約を結ぶ例が多い。
| 事業の性質             | 保証条件（権利） | 結果（天候と補償等） | 結果（天候と補償等）       | 結果（天候と補償等） | 結果（天候と補償等）       |
| 事業の性質             | 保証条件（権利） | 寒かった場合         | 寒かった場合               | 暑かった場合         | 暑かった場合               |
| 事業の性質             | 保証条件（権利） | 事業損益             | 保証                       | 事業損益             | 保証                       |
| ---------------------- | ---------------- | -------------------- | -------------------------- | -------------------- | -------------------------- |
| 寒いと損失を受ける事業 | 寒い場合         | 損失                 | あり                       | 利益                 | なし（オプション料を失う） |
| 暑いと損失を受ける事業 | 暑い場合         | 利益                 | なし（オプション料を失う） | 損失                 | あり                       |

支払われる保証は損害の有無は問わないが、事業損失が補填できる（実際は損害額と保証金との間に差が生じる場合が多い）。

### 例
- ビール販売
  - 夏が例年より暑いとビールの消費量が増える。冷夏であれば消費量は増えない。このような冷夏に対するリスク・ヘッジとして、夏の一定期間中の最高気温が25度以下の日が20日以上（ストライク値）ならば補償される、という天候デリバティブを事前に購入しておく。
  - 冷夏であったならば補償金が支払われ、猛暑であったならば購入オプション料を失う（つまり「掛け捨て」と同じ）。
- 変わった例では「猛暑の場合はどら焼きの売り上げが減少する」ことに備える契約の例がある。
- 小口の購入ではオプション料と補償額との差が比較的小さいため、損失の直接の補償を期待するというよりも、「雨の日ご来店サービス」等のサービス向上のための原資にするなどといった利用方法も考えられる。

## 天候先物取引
天気先物取引は、気象現象のある数値 × 取引単位の乗数（20ドルなど）により金額に変換し、精算日にその金額を受け取れる（買いの場合）もしくは支払う（売りの場合）金融商品である。その金融商品自体をいくらで売買出来るかは市場デリバティブ取引の場合は市場の需給で決める。つまり、市場が予想している気象現象の数値 × 取引単位の乗数（20ドルなど）になる（厳密には無リスク金利分の調整が入る）。シカゴ・マーカンタイル取引所の場合、気象現象のある数値は、ある期間の1日の平均気温が18℃を超えた日数だったり、1ヶ月の平均気温だったりする。
市場デリバティブ取引の場合、天候オプション取引の原資産は天候先物取引となっている。

## 対象業種
- 農業関連
- 食料品、飲料関連（ビール、清涼飲料水、氷菓等）
- 家庭用電化製品関連（エアコン等）
- 衣料品関連
- 屋外レジャー施設（プール場、スキー場、遊園地、ゴルフ場、海の家等）
- 観光関連
- 屋外イベント関連（博覧会等）
- 航空関連
- 電力・ガス事業関連

## 雑誌・参考文献
- Considine, G., 2000, "Introduction to Weather Derivatives", Weather Derivatives Group, Aquila Energy.
- Peter Robison, "Funds raise interest in weather futures", Bloomberg News, August 2, 2007.
- USA Today (2008), "Weather Derivatives becoming hot commodities", USA Today Online  posted 6/9/2008.
- Alice Gomstyn, Rich Blake and Dalia Fahmy, "Want a Weather Forecast? Ask Wall Street" ABC News, February 8, 2010.
- Dischel, R. S., Ed. (2002). "Climate Risk and the Weather Market: Financial Risk Management with Weather Hedges", Risk Books.
- Jewson, S., A. Brix and C. Ziehmann (2005). "Weather Derivatives Valuation: The Meteorological, Statistical, Financial and Mathematical Foundations". Cambridge, Cambridge University Press.
- Golden, L. L., M. Wang and C. C. Yang "Handling Weather Related Risks Through the Financial Markets: Considerations of Credit Risk, Basis Risk, and Hedging." Journal of Risk & Insurance, Vol. 74, No. 2, pp. 319-346, June 2007.
- Tang, K., Ed. (2010). "Weather Risk Management: A guide for Corporations, Hedge Funds and Investors", Risk Books.

## 参照
1. ↑  Weather Products Homepage - CME Group
2. ↑  天候デリバティブ｜法人のお客さま｜三井住友海上
3. ↑  天候デリバティブ | その他のリスクの商品 | 東京海上日動火災保険
4. ↑  Temperature Based Indexes - CME Group